# Friedrich Christian Hermann Uber
Friedrich Christian Hermann Uber (Breslau avui Wrocław, Polònia, 22 d'abril de 1781 - Dresden, Saxònia, 2 de març de 1822) fou un compositor alemany, fill del també compositor Christian Benjamin Uber i germà del violinista Alexander Uber.
Com el seu pare, es dedicà ensems a l'estudi de la música i del dret, però la circumstància d'haver suplert a la ciutat de Halle al seu mestre Türk, com a director dels concerts d'hivern, en els quals donà a conèixer algunes obres de la seva composició, i la favorable acollida assolida en el seu doble aspecte de director d'orquestra i de compositor, el decidiren a dedicar-se per complet a la música, i fou successivament músic de la capella del príncep Lluís Ferran, primer violí de la cort de Brunsvic i director d'orquestra de l'Òpera de Cassel. La dissolució del regne de Westfàlia deixà Uber sense feina el 1814, però l'any següent passà al teatre de Magúncia amb el mateix càrrec i, per acabar, des de 1817 fins a la data de la seva mort fou cantor de l'església de la Creu, de Dresden.
Compositor fecund i no desproveït de cert mèrit, deixà les obres següents: Der falsche (interludi); música pel Moses de Karl Klingemann; música pel Taucher de Schiller; Der Frohe Tag, (òpera); Die letzen Worte des Erlösers, oratori; Diverses òperes franceses, entre elles la titulada Les marins; un concert per a violí i diverses melodies vocals.